# Matsuyama Hiroaki
Matsuyama Hiroaki (sinh ngày 31 tháng 8 năm 1967) là một cựu cầu thủ và huấn luyện viên bóng đá người Nhật Bản. Ông từng dẫn dắt Đội tuyển bóng đá quốc gia Bhutan từ 2010-2012.